# Трёхмерное пространство
Трёхме́рное простра́нство — геометрическая модель материального мира. Это пространство называется трёхмерным, так как оно имеет три однородных измерения — длину, ширину и высоту,  то есть трёхмерное пространство описывается тремя единичными ортогональными векторами.
Понимание трёхмерного пространства людьми, как считается, развивается ещё в младенчестве, и тесно связано с координацией движений человека. Визуальная способность воспринимать окружающий мир органами чувств в трёх измерениях называется восприятием глубины.
В аналитической геометрии каждая точка трёхмерного пространства описывается как набор из трёх величин — координат. Задаются три взаимно перпендикулярных координатных оси, пересекающихся в начале координат. Положение точки задаётся относительно этих трёх осей заданием упорядоченной тройки чисел. Каждое из этих чисел задаёт расстояние от начала отсчёта до точки, измеренное вдоль соответствующей оси, что равно расстоянию от точки до плоскости, образованной другими двумя осями.
Также существуют другие системы координат, наиболее часто используются цилиндрическая и сферическая системы.
Другой взгляд даёт линейная алгебра, где важную роль играет понятие линейной независимости. Пространство трёхмерно по той причине, что высота коробки не зависит от её длины и ширины. На языке линейной алгебры пространство трёхмерно, потому что каждая точка может быть задана комбинацией из трёх линейно независимых векторов. В этих терминах пространство-время четырёхмерно, потому что положение точки во времени не зависит от её положения в пространстве.
Трёхмерное пространство имеет несколько свойств, которые отличают его от пространств другой размерности. Например, это пространство наименьшей размерности, в котором можно завязать узел на куске верёвки. Многие законы физики, например, многие законы обратных квадратов, связаны с тем, что размерность нашего пространства есть три.
Нульмерное, одномерное и двухмерное пространства могут рассматриваться как располагающиеся в трёхмерном пространстве; само оно может считаться частью модели четырёхмерного пространства (четвёртым измерением иногда называют время).